# Ida Fischer
Ida Aina Elisabeth Fischer, född 4 april 1890 i Älmhult, död 30 juni 1957 i Stockholm, var en svensk yrkesinspektris.
Ida Fischer var dotter till regementsläkaren Daniel Fischer. Hon avlade studentexamen 1910 i Stockholm, studerade därefter medicin vid Uppsala universitet till 1914, genomgick 1914–1915 Centralförbundet för socialt arbetes sociala studiekurs i Stockholm och arbetade en tid som personalkonsulent åt Guldsmeds AB. År 1920 blev hon assistent åt Sveriges första yrkesinspektris Kerstin Hesselgren och efterträdde 1934 denna som yrkesinspektris. Från 1935 var hon expert i Arbetsrådet, från 1938 ledamot av 1938 års arbetarskyddskommitté, och från 1941 ledamot av Arbetsmarknadskommissionens råd. Hon blev den första kvinnliga byrådirektören i Sverige när hon tillträdde en tjänst som sådan hos Arbetarskyddsstyrelsen. Fischer är begravd på Östra kyrkogården i Visby.